# Lambayong
Lambayong est une localité de la province de Sultan Kudarat, aux Philippines. En 2015, elle compte 77 013 habitants.